# Dyna Beumer
Henriëtte Josephine Jeanne Dymphina (Dyna) Beumer (Brussel, 31 augustus 1856  - Rixensart, 9 augustus 1933) was een Belgische sopraan.  Ze had de bijnaam "De Belgische nachtegaal".
Ze werd geboren in het gezin van componist/violist Henri Beumer en pianiste Jeanne Palmira Lambelé. Tijdens haar jeugd is zij ongelukkig gevallen, zodat een loopbaan als actrice (haar eerste idee) of operazangeres onmogelijk werd. Op 3 februari 1889 ontsnapte ze aan de dood. Ze zat in een van de achterste coupés van de trein die betrokken was bij de ontsporing bij Groenendaal (Hoeilaart) waarbij 22 doden vielen. Ze was sinds 1894 getrouwd met Jules Lecocq.
Ze kreeg haar muzikale opleiding van haar vader en moeder, die werkten aan het Conservatorium van Brussel. Een kortstondige opleiding kreeg ze ook van Francesco Chiaromonte, een Italiaanse zanger, die in Brussel neerstreek. Ze ging verder studeren in Parijs bij bariton Faure. Tevens begon ze al concerten te geven. Een concert te Brussel, waarbij de koning Leopold II van België aanwezig was leverde haar 15.000 francs op; het geld werd besteed aan lessen in Duitsland, mede gefinancierd door Marie Henriëtte van Oostenrijk.
Zij werd in Nederland en België een gevierd coloratuurzangeres in de jaren tachtig van de 19e eeuw. Ze zong in de Benelux, Engeland (Covent Garden)  en Frankrijk (Opéra comique in Parijs), maar ook in Denemarken, de Verenigde Staten (een financieel en artistiek catastrofale tournee in 1897/8) en Duitsland. Op 29 november 1888 zong ze in het Concertgebouw onder leiding van Willem Kes mee in Lakmé van Léo Delibes. Later was er nog een paar keer te horen. Vaker was ze te horen in het Kurhaus. Ze was zangeres aan het Nederlandse (sinds 1884, koning Willem III der Nederlanden) en Belgische hof, ridder der Leopoldsorde, lid van de Kroonorde en nog een aantal onderscheidingen. Voorts kreeg zij van een koning ooit een piano cadeau.
In 1885 zong ze tijdens de festiviteiten rondom het 700-jarig bestaan van de stad Den Bosch. Ze gaf enige tijd les in Den Haag. In 1902 trok zij zich terug uit de actieve concertwereld.
Ze stierf in een villa in de Brusselse wijk Rixenart; de straat waaraan haar villa stond werd omgedoopt tot Rue Dyna Beumer.
Een nicht van de zangeres noemde zich eveneens Dyna Beumer(-Henri). Zij maakte haar debuut als elfjarige in Spa. Zij werd in 1908 chanteuse legere aan de Fransche opera in Den Haag.
- Gemeinsame Normdatei: 1170097693
- MusicBrainz: 2629c1b4-cff0-4701-a51c-c9e29419c024
- Virtual International Authority File: 3072154137637115370009
- WorldCat: E39PBJvCJKwHXHcX48Cj3tHgrq